# カレン・ジョイ・ファウラー
カレン・ジョイ・ファウラー（Karen Joy Fowler、1950年2月7日 - ）は、アメリカ合衆国の小説家。サイエンス・フィクション、ファンタジー、文芸作品がある。

## 人物
インディアナ州ブルーミントン生まれ。カリフォルニア大学バークレー校卒業（政治学専攻）。同デービス校大学院で日本・中国について研究。
育児で研究を断念後、大学の創作講座に通い、SF短編作家として活動。1987年にジョン・W・キャンベル新人賞を受賞。2004年には"What I Didn't See"でネビュラ賞 短編小説部門を受賞。
普通小説も発表しており、2004年に発表した『ジェイン・オースティンの読書会』はベストセラーとなり、映画化もされた。
2014年に『私たちが姉妹だったころ』We Are All Completely Beside Ourselvesでペン/フォークナー賞受賞。

## 著作リスト
- Artificial Things, 1986 - 短編集
- Peripheral Vision, 1990 - 短編集
- Letters from Home, 1991 - 短編集。パット・マーフィー、パット・キャディガン夫妻との共著。
- Sarah Canary, 1991 - 長編
- The War of the Roses, 1991 - 長編
- The Sweetheart Season, 1996 - 長編
- Black Glass, 1997 - 短編集
- Sister Noon, 2001 - 長編
- 『ジェイン・オースティンの読書会』The Jane Austen Book Club, 2004 - 長編
- Wit's End, 2008 - 長編
- What I Didn't See and Other Stories, 2010 - 短編集
- 『私たちが姉妹だったころ』We Are All Completely Beside Ourselves, 2013 - 長編

### 日本語訳

#### 長編・短編集
- 『ジェイン・オースティンの読書会』The Jane Austen Book Club, 2004
矢倉尚子訳 （白水社、2006年）
中野康司訳 （ちくま文庫、2013年）
- 『私たちが姉妹だったころ』We Are All Completely Beside Ourselves, 2013
矢倉尚子訳（白水社、2017年）

#### 短編
- 「練習劇」"Praxis", IASFM Mar 1985（幹遙子訳、SFマガジン1988年2月号）
- 「ポプラ通り600番地」 "The Poplar Street Study", F&SF Jun 1985（幹遙子訳、SFマガジン1987年3月号）
- 「リゼール」"Lieserl", IASFM Jul 1990（幹遙子訳、SFマガジン1992年1月号）
- 「闇」"The Dark", F&SF Jun 1991（幹遙子訳、SFマガジン1995年3月号）
- 「ペリカン・バー」"The Pelican Bar", Eclipse Three, 2009（石亀渉訳、SFマガジン2011年3月号）

## 受賞歴
- 1987年 ジョン・W・キャンベル新人賞
- 1998年 世界幻想文学大賞 短編集部門（Black Glass）
- 2003年 ネビュラ賞 短編部門（"What I didn't See"）
- 2008年 ネビュラ賞 短編部門（"Always"）
- 2009年 シャーリイ・ジャクスン賞 短編部門（「ペリカン・バー」"The Pelican Bar"）
- 2010年 世界幻想文学大賞 短編部門（「ペリカン・バー」"The Pelican Bar"）
- 2011年 世界幻想文学大賞 短編集部門（What I Didn't See and Other Stories）
- 2014年 ペン/フォークナー賞（『私たちが姉妹だったころ』We Are All Completely Beside Ourselves）
- 2020年 世界幻想文学大賞 生涯功労賞